# Znak wolnej burty

Oznaczenia wolnej burty (od linii pokładowej):TS – Tropikalna linia ład. dla wody słodkiej; S – Linia ładunkowa dla wody słodkiej; T – Tropikalna linia ładunkowa; L – Letnia linia ładunkowa; Z – Zimowa linia ładunkowa; ZAP – Zimowa linia ład. dla Półn. Atlantyku

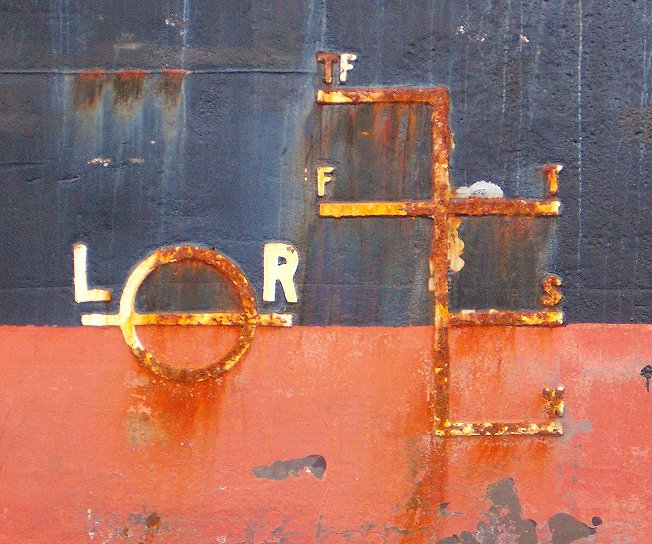
Anglojęzyczna wersja znaku wolnej burty

Znak wolnej burty (także Znak Plimsolla) – oznaczenie składające się z: kręgu wolnej burty oraz linii ładunkowych wskazujących największe dopuszczalne zanurzenie statku w różnych okolicznościach i różnych porach roku, według zasad określonych w konwencji o liniach ładunkowych, przyjętej w Londynie dnia 5 kwietnia 1966 r.

## Charakterystyka
W kręgu wolnej burty znajdują się litery oznaczające towarzystwo klasyfikacyjne, z którego klasą pływa statek. Dla przykładu PR – Polski Rejestr Statków, LR – Lloyd’s Register, NV – Det Norske Veritas, BV – Bureau Veritas.
Statek może maksymalnie zanurzyć się do górnej krawędzi linii odpowiedniej dla strefy, w której się znajduje. Podział świata na strefy i czas obowiązywania zimy i lata w niektórych z tych stref został określony w załączniku do konwencji.
Mniejsze zanurzenie (większa wolna burta) zapewnia statkowi zapas pływalności i większą wysokość pokładu oraz nadbudówek nad wodą, co zmniejsza szanse na jego uszkodzenie i zatopienie w warunkach złej pogody, jaka jest bardziej prawdopodobna w sezonach zimowych.
Linie pokazujące maksymalne zanurzenie w wodzie słodkiej pozwalają na takie załadowanie statku, stojącego w porcie o wodzie słodkiej, że po przejściu do wody morskiej zanurzenie zmniejszy się (ze względu na większy ciężar właściwy wody morskiej) do letniej (lub tropikalnej) linii zanurzenia.
Naszywany na krawacie, znak wolnej burty dyskretnie podkreśla przynależność marynarzy do tej właśnie grupy zawodowej podczas spotkań towarzyskich z ludźmi niezwiązanymi z morzem.

## Historia
Wbrew zasadom bezpieczeństwa, w celu zwiększenia zarobku armatora często ładowano nadmierne ilości ładunku. Nierzadko też statki w złym stanie technicznym armatorzy ubezpieczali powyżej ich wartości i przeładowane wysyłali w morze, aby w razie zatonięcia podjąć pieniądze z ubezpieczenia. W tych katastrofach straciło życie wielu marynarzy, co poruszyło członka brytyjskiego parlamentu Samuela Plimsolla. Doprowadził on do uchwalenia przez parlament ustawy w 1875 roku, regulującej kwestie bezpieczeństwa żeglugi, przekształconej w 1876 roku w Merchant Shipping Act. Wprowadzone wtedy oznaczenia minimalnej wolnej burty nazwano znakiem Plimsolla.